# Willi Wülbeck
Willi Wülbeck, né le 18 décembre 1954 à Oberhausen, est un athlète allemand, spécialiste du 800 mètres. Il remporte la médaille d'or sur cette distance lors des championnats du monde de 1983.

## Biographie
Willi Wülbeck échoue au pied du podium en ne prenant que la quatrième place de la finale du 800 mètres des Jeux olympiques d'été de 1976 de Montréal et est absent des Jeux de Moscou pour cause de boycott de son pays, l'Allemagne de l'Ouest. En 1983, aux Championnats du monde d'Helsinki, il obtient la consécration en remportant la médaille d'or, devançant en finale le Néerlandais Rob Druppers et le Brésilien Joaquim Cruz avec le temps de 1 min 43 s 65. Wülbeck a remporté par ailleurs dix titres de champion d'Allemagne de l'Ouest entre 1974 et 1983.

## Palmarès
| Date | Compétition                   | Lieu       | Résultat | Épreuve |
| ---- | ----------------------------- | ---------- | -------- | ------- |
| 1973 | Championnats d'Europe juniors | Duisbourg  | 2e       | 800 m   |
| 1974 | Championnats d'Europe         | Rome       | 8e       | 800 m   |
| 1976 | Jeux olympiques               | Montréal   | 4e       | 800 m   |
| 1977 | Coupe du monde des nations    | Düsseldorf | 3e       | 800 m   |
| 1979 | Coupe du monde des nations    | Montréal   | 3e       | 800 m   |
| 1982 | Championnats d'Europe         | Athènes    | 8e       | 800 m   |
| 1983 | Championnats du monde         | Helsinki   | 1er      | 800 m   |

## Records
| Épreuve      | Performance        | Lieu     | Date             |
| ------------ | ------------------ | -------- | ---------------- |
| 800 mètres   | 1 min 43 s 65 (RN) | Helsinki | 9 août 1983      |
| 1 000 mètres | 2 min 14 s 53 (RN) | Oslo     | 1er juillet 1980 |
| 1 500 mètres | 3 min 33 s 74      | Coblence | 27 août 1980     |